# Catedral de Carlow
La Catedral de Carlow és la catedral catòlica de la Diòcesi Catòlica Romana de Kildare i Leighlin situada a la ciutat de Carlow. La catedral està dedicada a l'Assumpció de la Verge Maria des de 1833. És coneguda per la gran alçada de la seva torre, que la fa visible des de tots els punts de la ciutat.
Al costat de la catedral es troba una església molt més gran anomenada St.Mary's, que no és una església catòlica, però va ser construïda amb aquest fi. La catedral està edificada al costat del St. Patrici, Carlow College, antic seminari de la diòcesi, molts estudiants d'aquest col·legi van ser ordenats en la catedral.

## Història
Els primers treballs de la catedral d'arquitectura gòtica es van iniciar el 1826 sota la supervisió de l'arquitecte Joseph Lynch, seguit el 1829 per Thomas Cobden que va modificar els plànols. Va ser acabada el 1833 i consagrada l'1 de desembre de 1833 per James Doyle (1786-1834), arquebisbe de Kildare i patronitzador de l'Emancipació catòlica irlandesa de la corona anglesa.
A la Cort Suprema d'Irlanda va ser portada una denúncia feta per un feligrès contra l'administrador de la catedral, el pare John Byrne, i els administradors de la diòcesi de Kildare i Leighlin el 1996 a fi d'impedir la nova organització de l'interior del temple, en la línia dels canvis recomanats pel Concili del Vaticà II. La demanda no va tenir èxit i els canvis, inclosa la renovació de l'altar i el púlpit, va seguir endavant.

## Vitralls
Els vitralls són dels tallers de Múnic de Franz Mayer.

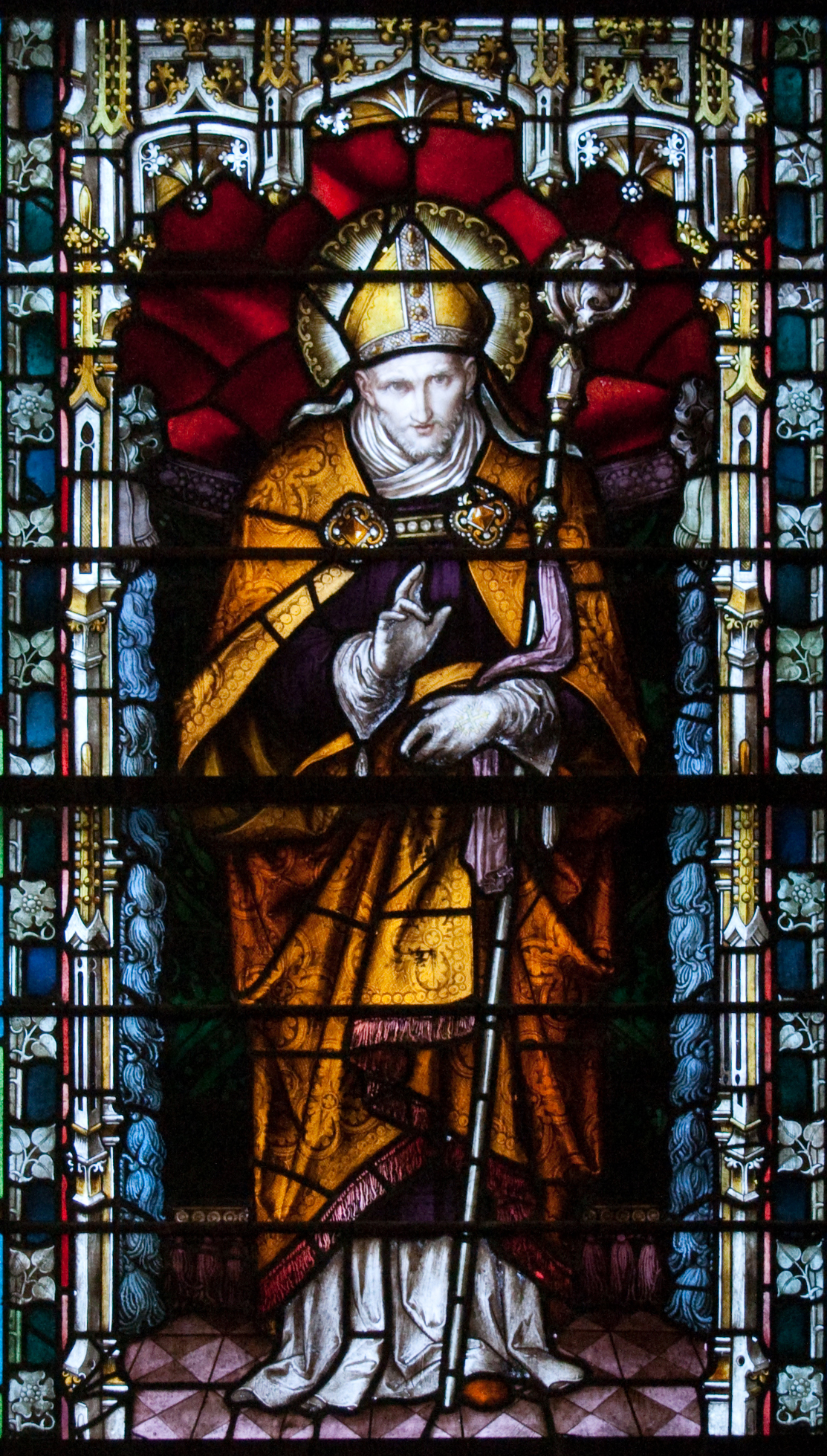
Vitrall de sant Alfons Maria de Liguori
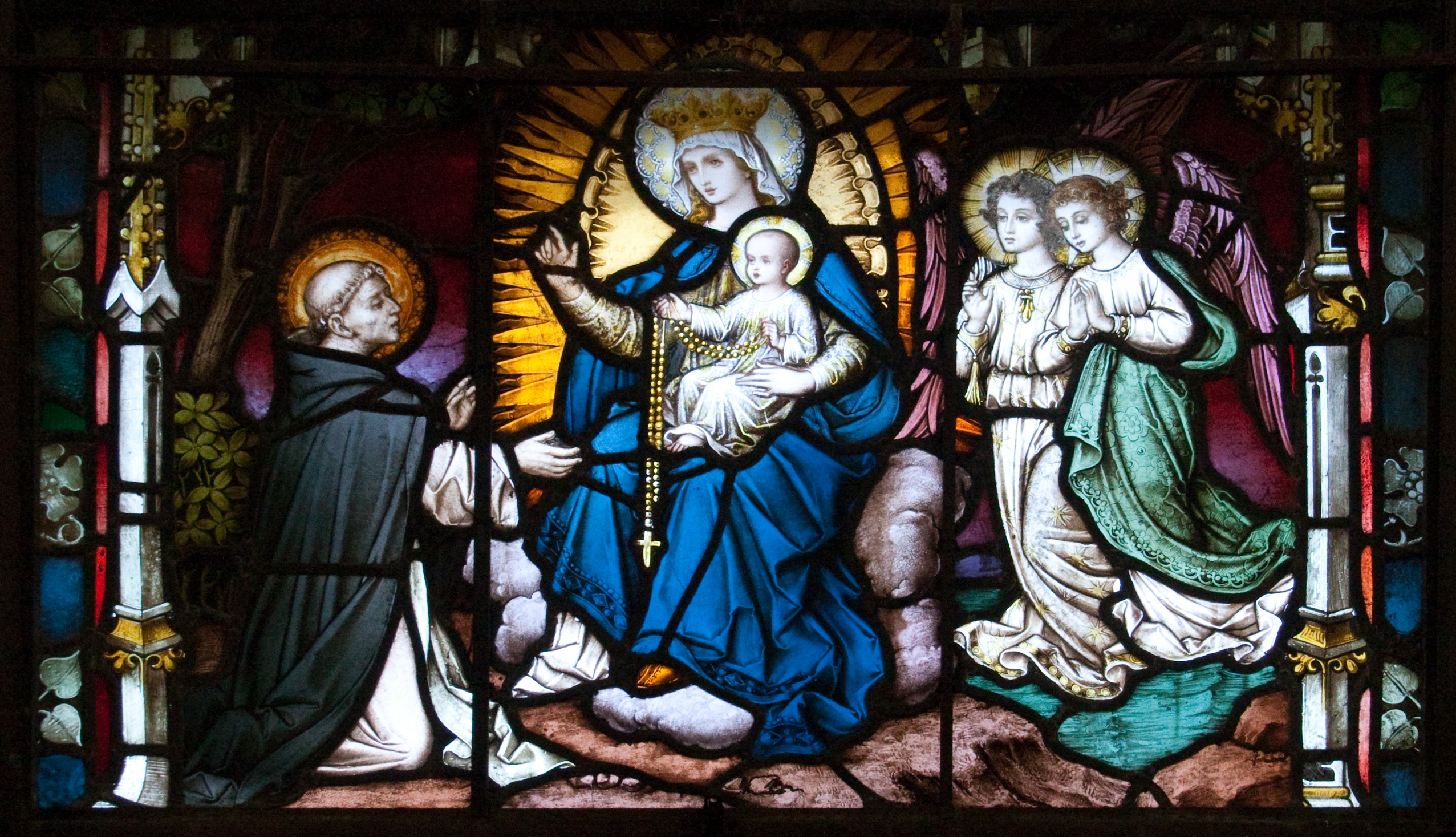
San Domènec recollit el rosari de la Verge Maria
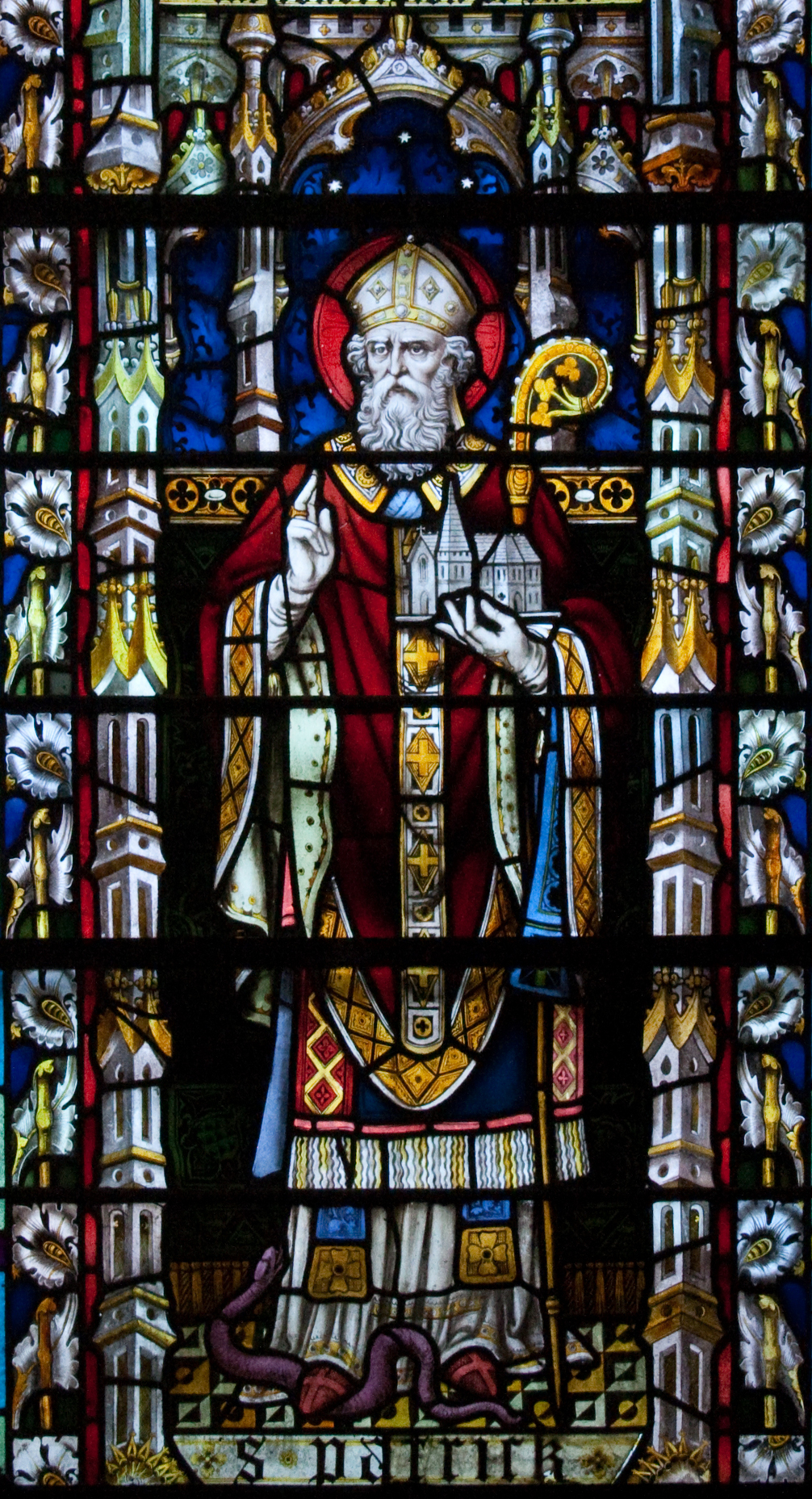
Vitrall de San Patrici, patró d'Irlanda

## Enterraments
- Bisbe James Doyle (1786-1834). Activista de l'Emancipació catòlica i organitzador i constructor de la catedral. El seu monument funerari va ser realitzat per l'escultor  John Hogan el 1839.